# Przypisańcy
Przypisańcy – zależna ludność chłopska występująca głównie w dobrach kościelnych od XII w. bez prawa odejścia.
Nazwa przypisańcy pochodzi od ich imiennego wyliczenia wraz z należnymi świadczeniami w dokumentach książęcych, na mocy których ludność chłopską przekazywano Kościołowi bez prawa odejścia. Ludność ta była przekazywana Kościołowi razem z darowanymi mu dobrami ziemskimi